# Kerttu Regina Veronica Bernhard
Kerttu Regina Veronica Bernhard   (Hämeenlinna, 29 de desembre de 1902 - Vihti, 26 de març de 1944) fou una pianista finlandesa.
Va ser considerada una de les representants més significatives de les arts escèniques del seu temps. Fou una respectada professora de piano, un dels principals professors de l'Acadèmia Sibelius del 1937 al 1944. Des del 1931, va ser l'esposa del violinista Arno Granroth.
Després d'assistir a l'escola de noies, Bernhard va estudiar piano a l'Institut de Música de Hèlsinki amb Ilmari Hannikainen el 1918–1922. Va estudiar a Leipzig com a alumne del professor Robert Teichmüller i a Berlín com a alumne d'Edwin Fischer del 1922 al 1924, i a París com a alumne de Jean Batalla i Nadia Boulanger durant diversos anys. Va donar el seu primer concert a Jyväskylä el 1921 i després va actuar no només a Finlàndia, sinó també a Berlín, París i Estocolm, entre d'altres. La creixent carrera de Bernhard es va veure interrompuda per la mort sobtada.
Els seus pares eren el propietari de la granja Constant Bernhard i Suoma Dagmar Wuolijoki.